# Milewo-Tabuły
Milewo-Tabuły [pronunciación en polaco: /miˈlɛvɔ taˈbuwɨ/] es una aldea ubicada en el distrito administrativo de Gmina Krasne, dentro del condado de Przasnysz, Voivodato de Mazovia, en el centro-este de Polonia.